# Gerhard Pfister (Mathematiker)

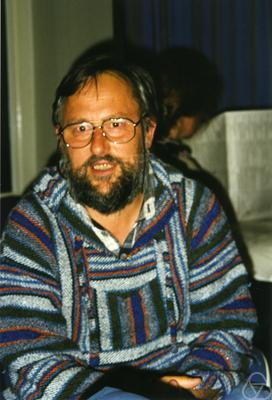
Gerhard Pfister

Gerhard Pfister (* 31. Mai 1947 in Thyrow) ist ein deutscher Mathematiker, der sich mit algebraischer Geometrie beschäftigt.
Pfister studierte Mathematik an der Humboldt-Universität Berlin, wo er 1970 sein Diplom machte und 1971 bei Herbert Kurke promovierte. 1976 habilitierte er sich und war dann Dozent und ab 1983 Professor an der Humboldt-Universität. Ab 1993 war er Professor an der Universität Kaiserslautern. 2012 trat er in den Ruhestand ein und hatte bis 2016 eine Seniorprofessur inne.
Pfister beschäftigte sich unter anderem mit der Auflösung von Singularitäten algebraischer Varietäten und entwickelte mit Gert-Martin Greuel das Computeralgebra-System Singular, das Anwendungen in algebraischer Geometrie hat.

## Schriften
- mit Kurke, Marko Roczen: Henselsche Ringe und algebraische Geometrie, Deutscher Verlag der Wissenschaften Berlin 1975
- mit Kurke, T. Mostowski, D. Popescu, M. Roczen: Die Approximationseigenschaft lokaler Ringe, Lecture Notes in Mathematics, Bd. 634, Springer 1978
- mit O. A. Laudal: Local Moduli and Singularities, Lecture Notes in Mathematics, Bd. 1310, Springer 1988
- mit T. de Jong: Local Analytic Geometry, Vieweg 2000
- mit G.-M. Greuel: A Singular Introduction to Commutative Algebra, Springer 2002, 2. Auflage 2007
- mit B. Kreußler: Mathematik für Informatiker, Springer 2009
- mit Anne Frühbis-Krüger: Auflösung von Singularitäten, Mitteilungen DMV 2005